# Xarxa ferroviària d'Espanya

Esbós general de la Xarxa ferroviària d'Espanya

Xarxa ferroviària d'Espanya al

La xarxa ferroviària d'Espanya està composta per:
- Línies de via ampla (90% de la xarxa):[1]
  - Línies gestionades per Renfe Operadora:
    - Renfe Rodalies (Cercanías en castellà).
    - Mitjana Distància Renfe.
    - Llarga Distància.

- Línies de via estàndard:
  - Línies d'alta velocitat, Alta Velocitat Espanyola de Renfe. Serveis de Mitjana i Llarga Distància
  - Línia Barcelona-Vallès de Ferrocarrils de la Generalitat de Catalunya (FGC).

- Línies de via estreta o mètrica:
  - Línies d'Euskotren.
  - Línies de Ferrocarrils de la Generalitat Valenciana (FGV).
  - Línia Llobregat-Anoia de Ferrocarrils de la Generalitat de Catalunya (FGC).
  - Linies de Serveis Ferroviaris de Mallorca (SFM)

- Línies de metro de diferents amples:
  - Barcelona
  - Bilbao
  - Madrid
  - Palma
  - València
  - Metro de Sevilla
  - En construcció:
    - Metro de Gijón

- Línies de tramvies.
  - Alacant (TRAM Metropolità d'Alacant)
  - Artà (Tren-tram Manacor-Artà, construcció aturada (VIA VERDA)
  - Barcelona (Trambaix, Trambesòs i Tramvia Blau)
  - Bilbao (EuskoTran)
  - Burgos (Tramvia de Burgos, en projecte)
  - Cadis (Tramvia de la Bahia de Cadis) (en projecte)
  - Castelló de la Plana (TVRCas, en construcció, troleibús)
  - Gandia (en projecte)
  - Elx (Tramvia d'Elx, en construcció)
  - El Astillero (Tramvia el Astillero - Sarón, en projecte)
  - Guadalajara (en projecte)
  - Granada (Metro lleuger de Granada, en construcció)
  - Gijón (Metro de Gijón, en construcció)
  - Jaén (Tramvia de Jaén, en construcció)
  - Jerez (Tramvia de Jerez) (en projecte)
  - La Corunya (Tramvia de la Corunya i Metro lleuger de la Corunya) (en projecte)
  - Laredo (Tramvia Laredo-Colindres, en projecte)
  - Lleó (Tramvia de Lleó, en construcció)
  - Madrid (Metro lleuger de Madrid)
  - Málaga (Metro lleuger de Màlaga, en construcció)
  - Múrcia (Tramvia de Múrcia, en projecte L1, L2, L3 i L4)
  - Parla (VíaParla)
  - Pamplona (Tramvia de Pamplona, en estudi)
  - Salamanca (Tramvia de Salamanca, en construcció)
  - Santa Cruz de Bezana (Cantàbria) (Tramvia de Santa Cruz de Bezana, en projecte)
  - Santa Cruz de Tenerife (Tramvia de Tenerife|MetroTenerife)
  - Santander (Metro de Santander, en projecte)
  - Santiago de Compostel·la (Tramvia de Santiago).
  - Sevilla (Metro de Sevilla, en construcció)
  - Sóller (Tramvia Sóller-Port de Sóller).
  - Toledo (Tramvia de Toledo (en projecte)
  - Torrelavega (Cantàbria) (Tramvia de Torrelavega i Tramvia Torrelavega-Suances, en projecte)
  - València (Metro de València)
  - Vélez-Màlaga (Tramvia de Vélez-Màlaga)
  - Vitòria (Tramvia de Vitòria, en construcció)
  - Saragossa (Metro de Saragossa, en construcció)

## Operadors
Actualment el principal operador de la xarxa ferroviària espanyola és Renfe Operadora, empresa propietat de l'Estat Espanyol, juntament amb Adif que és l'administrador de la infraestructura. Tot i la llei de la liberalització del mercat de ferrocarril, Renfe segueix sent la principal operadora i tan sols s'han traspassat algunes línies com la Línia Lleida - la Pobla de Segur. Pròximament està previst que es traspassin algunes línies o serveis de Renfe Operadora als governs de les comunitats autònomes que ho sol·licitin.
A més de Renfe Operadora, hi ha altres operadores que gestionen diferents línies que mai han format part de Renfe Operadora perquè no foren nacionalitzades el 1941, com per exemple les línies de Euskotren, FEVE, FGC, FGV, i SFM.